# Пам'ятник Данилові Галицькому (Галич)

Пам'ятник королю Данилу в Галичі встановлений 22 вересня 1998 року — у день святкування 1100-літнього ювілею Галича в центрі міста на майдані Різдва (неподалік церкви Різдва Христового).

## Автори і розміри
Авторами пам'ятника є львівські митці — скульптор О. Пилєв та архітектор О. Чамара.
Композиція пам'ятника складається з гранітного постаменту загальною висотою 3,5 м, на якому встановлена бронзова статуя вершника висотою 4.2 м.
Данило Романович зображений на коні з відведеною назад правою рукою з мечем. Пам'ятник проглядається з усіх боків.
Місце для пам'ятника було обрано не випадково. Історики вважають, що ця площа Галича та квартали довкола з'явилися саме з ініціативи князя Данила, для іноземних, перш за все німецьких, купців, організованих у громаду за «магдебурзьким правом». Скульптори старалися показати в цьому образі князя-переможця, який 1238 року, здолавши боярську опозицію, в'їхав у Галич та об'єднав знову воєдино галицькі та волинські землі.